# Viborg (Dinamarca)
Viborg és una ciutat danesa del centre de la península de Jutlàndia, és la capital del municipi de Viborg que forma part de la regió de Midtjylland, ambdós creats l'1 de gener del 2007 com a part d'una reforma territorial. És una de les ciutats més antigues de Dinamarca, el seu nom ha estat escrit de diverses maneres al llarg de la història: Wibjerg, Wibiærgh, Wybærgh, Wiburgh i Wibergis en llatí, en danès antic es refereix a un lloc de culte sagrat a un lloc elevat, es podria traduir com 'el lloc sagrat al turó'.
A l'est de la ciutat antiga hi ha els llacs Nørresø i Søndersø, avui dia hi ha barris a la riba oest del Nørresø.

## Història
Hi ha evidències arqueològiques que els primers assentaments humans a Viborg es van entre les darreries del segle x i el començament del segle xi durant l'època vikinga. La ciutat també apareix citada a la literatura, a la Gísla Surssøns saga, una saga a la que Gísla i dos dels seus companys viatgen des del sud d'Islàndia fins a Dinamarca i arriben a Viborg on passen l'hivern. L'acció se situaria vers el 961 però la saga va ser escrita alguns segles més tard pel que no seria una font segura per acreditar l'antiguitat de la ciutat.
Vers el 1060 Jutlàndia va ser dividida en diòcesis i Viborg va esdevenir una de les seus, la catedral va començar a ser construïda a principis del segle xii. A mitjans d'aquest segle la ciutat va ser fortificada amb una muralla i un fossat en el marc de la guerra civil entre Svend III, Valdemar I i Canut V.
La ciutat va patir diversos incendis, el més important va començar el 25 de juny del 1726 destruint la part est, inclosa la catedral i l'ajuntament. La ciutat va trigar molt a recuperar-se del desastre, a l'edat mitjana tenia entre 4.000 i 5.000 habitants i a mitjans del segle xviii menys de 2.000.

## Personatges il·lustres
- Johann Otto von Spreckelsen (1929-1987), arquitecte autor de l'Arc de la Défense de París.